# Medicine Bow
Medicine Bow è un centro abitato (town) degli Stati Uniti d'America, situato nella Contea di Carbon dello Stato del Wyoming. Nel censimento del 2000 la popolazione era di 274 abitanti.

## Geografia fisica
Secondo i rilevamenti dell'United States Census Bureau, la località di Medicine Bow si estende su una superficie di 9,0 km², tutti occupati da terre.

## Popolazione
Secondo il censimento del 2000, a Medicine Bow vivevano 274 persone, ed erano presenti 86 gruppi familiari. La densità di popolazione era di 30 ab./km². Nel territorio comunale si trovavano 184 unità edificate. Per quanto riguarda la composizione etnica degli abitanti, il 97,81% era bianco, l'1,09% era nativo, lo 0,36% proveniva dall'Asia e lo 0,73% apparteneva a due o più razze. La popolazione di ogni razza ispanica corrispondeva allo 0,73% degli abitanti.
Per quanto riguarda la suddivisione della popolazione in fasce d'età, il 18,6% era al di sotto dei 18, il 5,5% fra i 18 e i 24, il 13,9% fra i 25 e i 44, il 38,0% fra i 45 e i 64, mentre infine il 24,1% era al di sopra dei 65 anni di età. L'età media della popolazione era di 51 anni. Per ogni 100 donne residenti vivevano 93,0 maschi.